# Rally Botafumeiro de 2011
El Rally Botafumeiro de 2011 fue la 23.ª edición y la novena y última ronda de la temporada 2011 del Campeonato de Galicia de Rally. Se celebró entre el 16 y el 17 de diciembre y contó con un itinerario de diez tramos que sumaban un total de 88,05 km cronometrados.
La edición de 2011 de cerró el calendario del campeonato gallego y permitió a Víctor Senra alzarse con su tercera victoria en Santiago y por segundo año con el Peugeot 306 Maxi. Por su parte, Iván Ares logró su primer podio en el Botafumeiro a los mandos de un Porsche 997 GT3 RS 3.6. Por último y cerrando el podio terminó José Fernando Rico con un Mitsubishi Lancer Evo IX. Alejandro Pais fue cuarto a solo veinticinco segundos del podio. En esta edición se celebró el primer día un tramo nocturno en los alrededores del Estadio de San Lázaro.

## Itinerario
| Día   | TC   | Nombre                       | Distancia | Hora  |
| ----- | ---- | ---------------------------- | --------- | ----- |
| Día 1 | TC1  | San Lázaro-Santiago (Urbano) | 1,950 km  | 20:42 |
| Día 2 | TC2  | Araño                        | 14,400 km | 09:08 |
| Día 2 | TC3  | Rois                         | 10,800 km | 09:46 |
| Día 2 | TC4  | Lampai                       | 6,975 km  | 10:24 |
| Día 2 | TC5  | Araño                        | 14,400 km | 12:37 |
| Día 2 | TC6  | Lampai                       | 6,975 km  | 13:15 |
| Día 2 | TC7  | Sarandón                     | 11,275 km | 16:58 |
| Día 2 | TC8  | Vea                          | 10,400 km | 17:31 |
| Día 2 | TC9  | Sarandón                     | 11,275 km | 19:34 |
| Día 2 | TC10 | Vea                          | 10,400 km | 20:07 |

## Clasificación final
| #   | Piloto                    | Copiloto               | Automóvil                  | Tiempo    | Difere. |
| --- | ------------------------- | ---------------------- | -------------------------- | --------- | ------- |
| 1.  | Víctor Senra              | Ramón López Marín      | Mitsubishi Lancer Evo X R4 | 57:49.3   | 0.0     |
| 2.  | Iván Ares                 | José Antonio Pintor    | Porsche 997 GT3            | 58:55.7   | +1:06.4 |
| 3.  | José Fernando Rico        | Sergio Martínez Luaces | Mitsubishi Lancer Evo IX   | 1:00:17.8 | +2:28.5 |
| 4.  | Alejandro Pais            | Santiago Pais          | Mitsubishi Lancer Evo IX   | 1:00:43.5 | +2:54.2 |
| 5.  | Pablo Silva               | David Matalobos        | Mitsubishi Lancer Evo IX   | 1:01:10.9 | +3:21.6 |
| 6.  | Javier Martínez Carracedo | Sandra Montoto         | Renault 5 GT Turbo         | 1:02:04.9 | +4:15.6 |
| 7.  | José Manuel Pose          | Luis Miguel González   | Subaru Impreza S5 WRC '99  | 1:02:27.0 | +4:37.7 |
| 8.  | Sergio Pereiras Jamardo   | Antonio Bouzas Teira   | Renault Clio               | 1:04:54.8 | +7:05.5 |
| 9.  | José Manuel Pazos         | Sergio Bargo           | Peugeot 206 XS             | 1:05:14.4 | +7:25.1 |
| 10. | Heriberto Atán            | Daniel Domínguez Beiro | Peugeot 106 S16            | 1:05:20.0 | +7:30.7 |